# Ioulia Ryjanova
Ioulia Ryjanova (en russe : ЮлияРыжанова, en anglais : Julia Ryjanova) née Ioulia Galianina est une joueuse d'échecs russe puis australienne née le 15 mai 1974 à Orenbourg. Elle a le titre de grand maître international féminin depuis 2000 et est championne d'Australie en 2019 et 2024.
Au 1er avril 2020, elle est la première joueuse australienne avec un classement Elo de 2 299.

## Biographie et carrière
Ioulia Ryjanova finit deuxième-sixième ex æquo (troisième au départage) du championnat de Russie en 2000.
Elle finit à la 23e place après les départages au championnat d'Europe d'échecs individuel féminin de 2001 avec 7 points sur 11.
Ryjanova participa au championnat du monde d'échecs féminin en 2001 à Moscou où elle fut éliminée au premier tour par Tatiana Grabouzova (0,5 à 1,5).
Affiliée à la fédération australienne depuis 2017, Ekaterina Kovaleskaïa a représenté l'Australie lors de l'Olympiade d'échecs de 2018.
Ryjanova remporte le championnat d'Australie d'échecs et le championnat d'Océanie en 2019 avec 9 points sur 9. Ioulia Ryjanova gagne à nouveau le championnat d'Océanie d'échecs en 2023.
Elle remporte pour la deuxième fois le championnat d'Australie en 2024.